# أبو الحسن علي التهامي
هو أبو الحسن علي بن محمد بن فهد التهامي (000 - 416 هـ/ 000 - 1025 م)، شاعر مشهور، من أهل تهامة (بين الحجاز واليمن)، زار الشام والعراق، وولي خطابة الرملة. ثم رحل إلى مصر، متخفيا وبها قتل سنة (416 هـ) 

## مولده ونشأته
ولد باليمن، واشتهر بلقب التهامي، نسبة إلى موضع بين الحجاز واليمن،  الا أن المصادر لا تكاد تذكر شيئاً عن سنة مولده، نعته الذهبي بشاعر وقته.

## سعيه للرئاسة ومقتله
عاش «أبو الحسن التهامي» في عصر كانت الدولة العباسية تتنازعها عوامل الانحلال، فكانت دار الخلافة العباسية في بغداد تحت نفوذ بني بويه وحمدان وغيرهم من الأمراء المستقلين بأجزاء الخلافة، ولم يبق للخلافة من رونق، وكثر الأدعياء والثائرون حتى عمت الفوضى السياسية. فتاقت نفسه إلى الرئاسة، وأحب أن ينافس في ميدانها، فطلب الخلافة، وانتحل مذهب الاعتزال، وسكن في الشام مدة، ثم قصد العراق وأقام ببغداد، وروى بها شعره، ثمَّ عاد إلى الشام، وتنقَّل في بلادها، وتقلَّد الخطابة بالرّملة، وتزوَّج بها. ثم انتقل إلى مصر واتصل بالوزير المغربي فكان من أعوانه في ثورته على الحاكم الفاطمي، فكان ذلك سبباً للظفر به، وأودع السجن وبه قتل سنة (416 هـ).

## شعره
للنقاد القدماء آراء عديدة تدل جميعها على براعته في الشعر وجودة المعاني التي أتى بها، ومن جملة هذه الآراء قول ابن بسام الشنتريني في كتابه الذخيرة: «كان مشتهر الإحسان، ذرب اللسان، مخلياً بينه وبين ضروب البيان، يدل شعره على فوز القدح، ودلالة برد النسيم على الصبح»،  وقال عنه الذهبي: «كان شاعر وقته»، 
وقال ابن تغري بردي: «كان من الشعراء المجيدين وشعره في غاية الحسن». وأغلب شعر التهامي يندرج تحت لونين مهمّين من الموضوعات هـما: المدح والرثاء، ووصف بالورع والبعد عن الهجاء، 

### مرثيته
مات له ولد صغير فحزن عليه جداً ورثاه بقصيدة هي من عيون الشعر العربي، قال فيها:
| حكمُ المنيَّةِ في البريَّةِ جار        |  | ما هذه الدُّنيا بدارِ قرارِ     |
| بينا يُرى الإنسانُ فيها مُخبراً     |  | حتَّى يُرى خبراً من الأَخبارِ     |
| طُبِعَتْ على كَدَرٍ وأنت تريدها        |  | صفواً من الأقذاءِ والأكدارِ    |
| ومكلِّفُ الأيَّامِ ضدَّ طباعها          |  | متطلِّبٌ في الماءِ جَذوةَ نارِ     |
| وإذا رجوتَ المستحيلَ فإنَّما        |  | تبني الرجاءَ على شفيرٍ هـارِ   |
| فالعيشُ نومٌ والمنيَّةُ يقظةٌ         |  | والمرءُ بينهما خيالٌ سارِ      |
| فاقْضوا مآربكم عِجالاً إنَّما        |  | أعمارُكم سَفَرٌ من الأسفارِ      |
| وتراكضوا خيلَ الشبابِ وبادروا     |  | أن تُسْتَرَدَّ فإنَّهنَّ عَوارِ         |
| فالدهر يخدع بالمنى ويُغِصَّ إن      |  | هَنَّا ويهدم ما بنى ببَوارِ      |
| ليس الزمانُ وإن حرصتَ مسالماً      |  | خُلُقُ الزمانِ عداوَةُ الأحرارِ    |
| إنِّي وُتِرْتُ بصارمٍ ذي رَوْنَقٍ          |  | أعددتُه لطلابةِ الأوتارِ       |
| أُثني عليه بأثرِهِ ولو أنَّهُ         |  | لو يُغْتَبَط أثنيتُ بالآثارِ      |
| يا كوكباً ما كانَ أقصرَ عمرَهُ       |  | وكذا تكون كواكبُ الأسحارِ     |
| وهلالَ أيَّامٍ مضى لم يستدرْ         |  | بدراً ولم يُمْهَلْ لوقتِ سِرارِ     |
| عَجِلَ الخُسوفُ عليه قبل أوانِهِ       |  | فغطَّاهُ قبل مَظِنَّةِ الإبدارِ      |
| واستُلَّ من لأقرانِهِ ولداتِهِ         |  | كالمُقلَةِ استُلَّتْ من الأشفارِ    |
| فكأنَّ قلبي قبرُهُ وكأنَّهُ            |  | في طيِّهِ سِرٌ من الأسرارِ        |
| إنْ تَحْتَقِرْ صغراً فربَّ مُفخَّمٍ          |  | يبدو ضئيلَ الشخص للنُّظَّارِ      |
| إنَّ الكواكبَ في علوِّ محلِّها         |  | لَتُرى صِغاراً وهي غيرُ صغارِ     |
| وَلَدُ المعزَّى بعضُهُ فإذا مضى        |  | بعضُ الفتى فالكلُّ في الآثارِ   |
| أبكيهِ ثمَّ أقولُ معتذراً لهُ         |  | وُفِّقْتَ حينَ تركتَ ألأم دارِ      |
| جاورتُ أعدائي وجاورَ ربَّهُ          |  | شتَّانَ بين جوارهِ وجواري       |
| أشكو بعادك لي وأنت بموضعٍ        |  | لولا الرَّدى لسمعتَ فيه سِراري  |
| ما الشرقُ نحو الغرب أبعدَ شُقَّةً     |  | من بُعد تلك الخمسةِ الأشبارِ   |
| هيهاتَ قد علِقتكَ أسبابُ الرَّدى      |  | وأبادَ عمرَك قاصمُ الأعمارِ     |
| ولقد جريتَ كما جريتُ لغايةٍ        |  | فبلغتَها وأبوكَ في المِضمارِ    |
| فإذا نطقتُ فأنتَ أوَّلُ مَنطقي        |  | وإذا سكتُّ فأنت في إضماري     |
| أُخفي من البُرَحاءِ ناراً مثلَ ما     |  | يُخفي من النارِ الزنادُ الواري |
| وأُخفِّضُ الزَّفَراتِ وهي صواعدٌ         |  | وأُكفكفُ العَبَراتِ وهي جَوارِ     |
| وأكُفُّ نيرانَ الأسر ولربَّما         |  | غُلِبَ التصبُّرُ فارتمتْ بشَرارِ     |
| وشهاب زَند الحزن إن طاوعتهُ       |  | وارٍ وإن عاصيتهُ متوارِ        |
| ثوبُ الرئاءِ يشِفُّ عمَّا تحتهُ         |  | فإذا التحفتَ بهِ فإنَّكَ عارِ     |
| قصُرَتْ جفوني أم تباعد بينها       |  | أمْ صُوِّرَتْ عيني بلا أشفارِ      |
| جَفَتِ الكرى حتَّى كأنَّ غِرارهُ         |  | عند اغتماضِ الطرف حدُّ غِرارِ    |
| ولوِ استعارتْ رقدةً لدحا بها       |  | ما بين أجفاني من التيَّارِ     |
| أُحيي ليالي التِّمِّ وهي تُميتُني      |  | ويُميتهنَّ تبلُّجُ الأسحارِ        |
| والصبحُ قد غمرَ النجومَ كأنَّهُ       |  | سيلٌ كما فطفا على النُوَّارِ     |
| لو كنتَ تُمنعُ خاض دونك فتيةٌ       |  | منَّا بُحُرَ عواملٍ وشِفارِ         |
| فدَحَوْا فُويقَ الأرضِ أرضاً من دمٍ     |  | ثمَّ انثنَوا فبنَوا سماء غُبارِ   |
| قومٌ إِذا لبسوا الدروع حسبتَها     |  | سُحُباً مُزَرَّرةً على أقمارِ        |
| وترى سيوفَ الدارعينَ كأنَّها        |  | خُلُجٌ تُمَدُّ بها أكفُّ بحارِ        |
| لو أشرعوا أيمانهم من طولها      |  | طعنوا بها عِوَضَ القنا الخطَّارِ  |
| شُوسٌ إِذا عدِموا الوغى انتجعوا لها |  | في كلِّ آنٍ نُجعَةَ الأمطارِ       |
| جنبوا الجيادَ إلى المطيِّ فراوحوا  |  | بين السروج هـناك والأكوارِ   |
| وكأنَّهم ملأوا عِيابَ دروعهمْ        |  | وغُمودَ أنصُلِهم سرابَ قفارِ      |
| وكأنَّما صَنَعُ السوابغِ غَرَّهُ          |  | ماءُ الحديدِ فصاغَ ماءَ قَرارِ    |
| زَرَداً وأحكم كلَّ مَوْصِلِ حلقةٍ         |  | بحَبابةٍ في موضع المسمارِ      |
| فتدرَّعوا بمتون ماءٍ راكدٍ          |  | وتقنَّعوا بحَباب ماءٍ جارِ       |
| أُسْدٌ ولكن يؤثرون بزادهمْ          |  | والأُسدُ ليس تدين بالإيثارِ    |
| يتعطَّفونَ على المُجاورِ فيهمُ        |  | بالمُنْفِسات تعطُّفَ الآظارِ       |
| يتزيَّنُ النادي بحُسن وجوههمْ        |  | كتزيُّنِ الهالات بالأقمارِ      |
| من كلِّ مَن جعل الظُّبى أنصارَهُ       |  | وكَرُمْنَ فاستغنى عنِ الأنصارِ    |
| والليثُ إن ساورْتَهُ لم يَتِّكِل        |  | إلاَّ على الأنيابِ والأظفارِ    |
| وإذا هو اعتقل القناةَ حسبتَها     |  | صِلاًّ تأبَّطَهُ هـِزَبْرٌ ضارِ         |
| زَرَدُ الدِّلاصِ من الطِّعان برمحهِ      |  | مثل الأساور في يد الإسوارِ   |
| ويجرُّ ثمَّ يجرُّ صعدَةَ رمحِهِ           |  | في الجحفلِ المتضايقِ الجرَّارِ   |
| ما بين ثوبٍ بالدماء مُضَمَّخٍ         |  | خَلَقٍ ونقعٍ بالطِّراد مُثارِ       |
| والهُونُ في ظِلِّ الهُوَيْنا كامنٌ       |  | وجلالةُ الأخطارِ في الإخطارِ   |
| تندى أسِرَّةُ وجههِ ويمينهُ           |  | في حالةِ الإعسارِ والإيسارِ    |
| يحوي المعاليَ خالِباً أو غالباً     |  | أَبداً يُدارى دونها ويُداري     |
| ويمدُّ نحو المكرُماتِ أناملاً        |  | للرزقِ في أثنائهنَّ مجارِ       |
| قد لاحَ في ليل الشباب كواكبٌ      |  | إن أُمهلتْ آلتْ إلى الإسفارِ    |
| وتلَهُّبُ الأحشاءِ شيَّبَ مَفْرقي         |  | هذا الضياءُ شُواظُ تلك النارِ   |
| شابَ القَذالُ وكلُّ غصنٍ صائرٌ         |  | فَينانهُ الأحوى إلى الأزهارِ   |
| والشبه منجذبٌ فلِمْ بيضُ الدُّمى      |  | عن بيضِ مفرقهِ ذواتُ نفارِ      |
| وتوَدُّ لو جعلتْ سوادَ قلوبها        |  | وسوادَ أعينها خِضابَ عِذاري     |
| لا تنفر الظَّبيات منهُ فقد رأت     |  | كيف اختلافُ النبت في الأطوارِ |
| شيئان ينقشعان أوَّلَ وهلةٍ          |  | ظلُّ الشباب وصُحبةُ الأشرارِ     |
| لا حبَّذا الشيبُ الوفيُّ وحبَّذا       |  | شرخُ الشبابِ الخائنِ الغدَّارِ    |
| وَطَري من الدُّنيا الشباب ورَوقهُ     |  | فإذا انقضى فقد انقضتْ أوطاري |
| قَصُرَتْ مسافتُهُ وما حسناتُهُ          |  | عندي ولا آلاؤُهُ بقصارِ        |
| نزداد هـمًّا كلَّما ازددنا غنًى      |  | فالفقر كلُّ الفقرِ في الإكثارِ  |
| ما زاد فوق الزادِ خُلِّفَ ضائعاً      |  | في حادثٍ أو وارثٍ أو عارِ      |
| إنِّي لأرحم حاسدِيَّ لحرِّ ما          |  | ضمَّت صدورهمُ من الأوغارِ       |
| نظروا صنيع الله بي فعيونُهمْ      |  | في جنَّةٍ وقلوبهم في نارِ       |
| لا ذنبَ لي قد رمتُ كتمَ فضائلي     |  | فكأنَّني بَرْقَعْتُ وجهَ نهارِ       |
| وسترتها بتواضعي فتطلَّعَت          |  | أعناقها تعلو على الأستارِ    |
| ومن الرجال مجاهلٌ ومعالمٌ         |  | ومن النجوم غوامضٌ ودراري     |
| والناسُ مشتبهون في إيرادهمْ       |  | وتباينُ الأقوام في الإصدارِ   |
| عَمْري لقد أوطأتُهم طُرُقَ العُلى      |  | فعمُوا ولم يطأوا على آثاري   |
| لو أبصروا بعيونهم لاستبصروا     |  | لكنَّها عميتْ عن الإبصارِ       |
| أَلا سعَوا سعيَ الكرام فأدركوا     |  | أو سلّموا لمواقع الأقدارِ     |
| ذهبَ التكرُّمُ والوفاءُ من الوَرَى     |  | وتصرَّما إلاَّ من الأشعارِ       |
| وفشتْ جنايات الثقات وغيرهمْ       |  | حتَّى اتَّهمنا رؤيةَ الأبصارِ     |
| ولربَّما اعتضد الحليمُ بجاهلٍ       |  | لا خير في يُمنى بغير يسارِ    |
| لِلَّهِ دُرُّ النائِباتِ فَإِنَّها           |  | صَدأُ اللِئامِ وَصيقل الأَحرار    |

### شعر المديح
| أعطى وأكثر فاستقل هباته    |  | فاستحيت الأنواء وهي هوامل |
| فاسم السحاب لديه وهو كنهور |  | آل وأسماء البحور جداول    |

وله قصيدة يمدح معتمد الدولة قرواش بن المسيب العقيلي 
| ألمت ودوني من تهامة جيدُهـا |  | وعهدي بها غني كثيراً صدودُهـا  |
| يمانية للبدر سِنـة وجههـا   |  | وللظبي منها مقلتاهـا وجيدًهـا |

## قيل عنه
يقال إن أبي الحسن لما قتل رآه أحد الناس في المنام فقال له يا إمام ماذا فعل بك الله سبحانه وتعالى قال أبو الحسن غفر لي بقولي في قصيدتي:
| جاورتُ أعدائي وجاورَ ربَّهُ |  | شتَّانَ بين جوارهِ وجواري |